# Exemplarursache
Der Ausdruck Exemplarursache entstammt der philosophischen Epistemologie und Ontologie der Scholastik und beschreibt die Relation zwischen Universalien und dem Wesen der Einzeldinge, und zwar auch der nur möglichen bzw. nur gedachten. Davon unterscheidbar ist u. a. das Erklärungsprinzip nicht des Wesens, sondern der Existenz eines aktual existenten Einzeldings, die sog. Wirkursache. Gott ist nämlich, so etwa Thomas von Aquin, Exemplarursache seiner eigenen einfachen Wirkung. Bei dem Begriff der Exemplarursache handelt sich zunächst um einen fünften Typ von Ursachen neben den vier von Aristoteles unterschiedenen. Die spezifisch monotheistische Modifikation liegt darin, dass ein ideales Urbild aller Dinge präexistent in Gottes ewiger Schöpfungsidee gedacht wird, was insbesondere Tugend- und Strebensethik betrifft: Gott ist das Gute selbst und damit Ziel und Leitbild allen vernünftigen Strebens. Während vor allem Wirk- und Finalursache als Abgrenzungen in Frage kommen, wird oft die Exemplarursache mit der Formalursache des Aristoteles identifiziert oder kombiniert und etwa von einer „causa formalis exemplaris“ gesprochen. Scholastische Theologen verstehen Christus als Exemplarursache alles Seienden. Francisco Suárez diskutiert die Ursachenlehre in für die Scholastik weitgehend abschließender Genauigkeit und Ausführlichkeit.